# 2. Tennis-Bundesliga (Damen) 2011
Die 2. Tennis-Bundesliga der Damen wurde 2011 zum 13. Mal ausgetragen. Sie wurde wie im Vorjahr in einer einzigen Gruppe ausgetragen. Meister wurde der WSH Ratingen, der damit in die 1. Bundesliga aufstieg. Der zweitplatzierte THC im VfL Bochum 1848, der ebenfalls das Aufstiegsrecht hatte, zog seine Mannschaft 2012 aus der Bundesliga zurück. Nachrücker in die 1. Bundesliga wurde der viertplatzierte ETuF Essen. Da die Liga 2012 wieder in zwei Staffeln ausgetragen wurde, gab es neben Bochum keine weiteren Absteiger.

## Spieltage und Mannschaften
| Spieltage                                  |
| ------------------------------------------ |
| 1. Spieltag: So., 15. Mai 2011, 11:00 Uhr  |
| 2. Spieltag: So., 29. Mai 2011, 11:00 Uhr  |
| 3. Spieltag: Do., 2. Juni 2011, 11:00 Uhr  |
| 4. Spieltag: So., 5. Juni 2011, 11:00 Uhr  |
| 5. Spieltag: Sa., 11. Juni 2011, 11:00 Uhr |
| 6. Spieltag: Mo., 13. Juni 2011, 11:00 Uhr |
| 7. Spieltag: So., 19. Juni 2011, 11:00 Uhr |

| Mannschaft                       |
| -------------------------------- |
| ETuF Essen                       |
| Ski-Club Ettlingen               |
| Sport Förg Schießgraben Augsburg |
| TC Augsburg Siebentisch          |
| TC GW Luitpoldpark München       |
| THC im VfL Bochum 1848           |
| WSH Ratingen                     |

## Abschlusstabelle
|     | Mannschaft                           | Begegnungen | Punkte | Matches | Sätze | Spiele  |
| --- | ------------------------------------ | ----------- | ------ | ------- | ----- | ------- |
| 01. | WSH Ratingen                         | 6           | 10:2   | 36:18   | 75:43 | 523:421 |
| 02. | THC im VfL Bochum 1848 (A)           | 6           | 10:2   | 33:21   | 72:50 | 543:430 |
| 03. | Ski-Club Ettlingen                   | 6           | 8:4    | 26:28   | 61:63 | 477:486 |
| 04. | ETuF Essen                           | 6           | 6:6    | 32:22   | 73:53 | 518:446 |
| 05. | TC GW Luitpoldpark München           | 6           | 6:6    | 25:29   | 56:67 | 479:495 |
| 06. | Sport Förg Schießgraben Augsburg (N) | 6           | 2:10   | 19:35   | 43:73 | 405:548 |
| 07. | TC Augsburg Siebentisch              | 6           | 0:12   | 18:36   | 46:77 | 394:513 |

## Mannschaftskader
| Pos. | Name                   |
| ---- | ---------------------- |
| 1    | Jelena Tschalowa       |
| 2    | Stéphanie Vongsouthi   |
| 3    | Angelique van der Meet |
| 4    | Darija Jurak           |
| 5    | Angelika Roesch        |
| 6    | Lisa Sabino            |
| 7    | Līga Dekmeijere        |
| 8    | Imke Küsgen            |
| 9    | Wiktorija Tomowa       |
| 10   | Franziska Etzel        |
| 11   | Bernice van de Velde   |
| 12   | Katharina Jacob        |
| 13   | Kristina Rendl         |
| 14   | Alexandra Stückradt    |
| 15   |                        |
| 16   |                        |

| Pos. | Name                |
| ---- | ------------------- |
| 1    | Anna Korzeniak      |
| 2    | Darina Sedenková    |
| 3    | Janina Toljan       |
| 4    | Amra Sadikovic      |
| 5    | Svenja Weidemann    |
| 6    | Bianca Koch         |
| 7    | Mia Buric           |
| 8    | Tanja Hirschauer    |
| 9    | Denise Höfer        |
| 10   | Julia Biffar        |
| 11   | Julia Bauer         |
| 12   | Elba Zipfel         |
| 13   | Selina Scheffer     |
| 14   | Susanne Reh         |
| 15   | Sarah Weschenfelder |
| 16   | Bonnie Kunzmann     |

| Pos. | Name                  |
| ---- | --------------------- |
| 1    | Ani Mijacika          |
| 2    | Jana Jandova          |
| 3    | Ana Maria Nedelcu     |
| 4    | Jennifer Dürrschnabel |
| 5    | Melanie Hafner        |
| 6    | Patricia Schmid       |
| 7    | Julia Jung            |
| 8    | Ute Fuchs             |
| 9    | Sibylle Schmid        |
| 10   | Corinna Probst        |
| 11   | Verena Breitner       |
| 12   | Melissa Meyer         |
| 13   | Kathrin Utz           |
| 14   |                       |
| 15   |                       |
| 16   |                       |

| Pos. | Name                |
| ---- | ------------------- |
| 1    | Francesca Schiavone |
| 2    | Petra Kvitová       |
| 3    | Maria Elena Camerin |
| 4    | Lenka Wienerová     |
| 5    | Tadeja Majerič      |
| 6    | Michaela Pochabová  |
| 7    | Alice Balducci      |
| 8    | Veronica Spiegel    |
| 9    | Ana Timotić         |
| 10   | Michaela Paštiková  |
| 11   | Laura dell' Angelo  |
| 12   | Caroline Nothnagel  |
| 13   | Stefanie Haidner    |
| 14   | Amelie Paclik       |
| 15   | Isabella Reibmayr   |
| 16   | Verena Schweyer     |

| Pos. | Name                |
| ---- | ------------------- |
| 1    | Angelika Bachmann   |
| 2    | Carmen Klaschka     |
| 3    | Daniela Kix         |
| 4    | Lena-Marie Hofmann  |
| 5    | Sabine Klaschka     |
| 6    | Julija Stamatowa    |
| 7    | Lisa Summerer       |
| 8    | Bianca Schlumberger |
| 9    | Eva-Maria Hoch      |
| 10   | Luba Schifris       |
| 11   | Julia Thiem         |
| 12   | Besarta Avdullahi   |
| 13   | Verena Gantschnig   |
| 14   | Katharina Bräutigam |
| 15   | Katrin Baumann      |
| 16   | Marita Mannert      |

| Pos. | Name                            |
| ---- | ------------------------------- |
| 1    | Melinda Czink                   |
| 2    | Magdalina Gojnea                |
| 3    | Liana-Gabriela Ungur            |
| 4    | Anaïs Laurendon                 |
| 5    | Irina Buryachok                 |
| 6    | Karolina Kosińska               |
| 7    | Paula Kania                     |
| 8    | Nina Zander                     |
| 9    | Marija Alexandrowna Kondratjewa |
| 10   | Sophie Lefèvre                  |
| 11   | Dominika Nociarová              |
| 12   | Hanna Krampe                    |
| 13   | Dinah Pfizenmaier               |
| 14   | Carolin Daniels                 |
| 15   | Nicolin Lücke                   |
| 16   | Virginie Stein                  |

| Pos. | Name                |
| ---- | ------------------- |
| 1    | Andrea Petković     |
| 2    | Julia Görges        |
| 3    | Anastasia Sevastova |
| 4    | Andrea Hlaváčková   |
| 5    | Sandra Záhlavová    |
| 6    | Laura Siegemund     |
| 7    | Ana Vrljić          |
| 8    | Elise Tamaela       |
| 9    | Nicola Geuer        |
| 10   | Eva Hrdinová        |
| 11   | Daniëlle Harmsen    |
| 12   | Olga Kalyuzhnaya    |
| 13   | Olga Brózda         |
| 14   | Deborah Danz        |
| 15   | Sabrina Kruchen     |
| 16   | Sandra Spadzinski   |

## Ergebnisse
Spielfreie Begegnungen werden nicht gelistet.
| Datum/Uhrzeit      | Heimmannschaft                   | Gastmannschaft                   | Matches | Sätze | Spiele |
| ------------------ | -------------------------------- | -------------------------------- | ------- | ----- | ------ |
| So. 15. Mai 11:00  | Sport Förg Schießgraben Augsburg | TC GW Luitpoldpark München       | 4:5     | 9:11  | 77:99  |
| So. 15. Mai 11:00  | ETuF Essen                       | Ski-Club Ettlingen               | 4:5     | 9:11  | 71:87  |
| So. 15. Mai 11:00  | THC im VfL Bochum 1848           | TC Augsburg Siebentisch          | 6:3     | 12:7  | 93:64  |
| So. 29. Mai 11:00  | TC Augsburg Siebentisch          | Sport Förg Schießgraben Augsburg | 4:5     | 10:11 | 88:78  |
| So. 29. Mai 11:00  | Ski-Club Ettlingen               | THC im VfL Bochum                | 5:4     | 14:10 | 84:80  |
| So. 29. Mai 11:00  | ETuF Essen                       | WSH Ratingen                     | 4:5     | 10:12 | 81:90  |
| Do. 2. Juni 11:00  | TC Augsburg Siebentisch          | ETuF Essen                       | 2:7     | 6:16  | 57:102 |
| Do. 2. Juni 11:00  | WSH Ratingen                     | Ski-Club Ettlingen               | 9:0     | 18:3  | 110:53 |
| Do. 2. Juni 11:00  | TC GW Luitpoldpark München       | THC im VfL Bochum 1848           | 4:5     | 9:13  | 81:97  |
| So. 5. Juni 11:00  | WSH Ratingen                     | TC GW Luitpoldpark München       | 7:2     | 14:4  | 90:56  |
| So. 5. Juni 11:00  | ETuF Essen                       | Sport Förg Schießgraben Augsburg | 7:2     | 14:5  | 87:56  |
| So. 5. Juni 11:00  | Ski-Club Ettlingen               | TC Augsburg Siebentisch          | 7:2     | 14:6  | 84:58  |
| Sa. 11. Juni 11:00 | Sport Förg Schießgraben Augsburg | WSH Ratingen                     | 2:7     | 5:14  | 66:89  |
| Sa. 11. Juni 11:00 | TC GW Luitpoldpark München       | TC Augsburg Siebentisch          | 6:3     | 13:8  | 80:51  |
| Sa. 11. Juni 11:00 | THC im VfL Bochum 1848           | ETuF Essen                       | 5:4     | 11:10 | 83:82  |
| Mo. 13. Juni 11:00 | THC im VfL Bochum 1848           | Sport Förg Schießgraben Augsburg | 7:2     | 14:4  | 101:51 |
| Mo. 13. Juni 11:00 | TC Augsburg Siebentisch          | WSH Ratingen                     | 4:5     | 9:11  | 76:76  |
| Mo. 13. Juni 11:00 | Ski-Club Ettlingen               | TC GW Luitpoldpark München       | 4:5     | 9:11  | 85:90  |
| So. 19. Juni 11:00 | WSH Ratingen                     | THC im VfL Bochum 1848           | 3:6     | 6:12  | 68:89  |
| So. 19. Juni 11:00 | TC GW Luitpoldpark München       | ETuF Essen                       | 3:6     | 8:14  | 73:95  |
| So. 19. Juni 11:00 | Sport Förg Schießgraben Augsburg | Ski-Club Ettlingen               | 4:5     | 9:10  | 77:84  |